# Alexander Ross Clarke
Pour les articles homonymes, voir Clarke.
Alexander Ross Clarke (né le 16 décembre 1828 à Reading, Berkshire, en Angleterre - mort le 11 février 1914 à Strathmore, Reigate, dans le Surrey) est un géodésiste anglais passé à la postérité pour les différents ellipsoïdes de référence qu'il a proposés pour approcher la forme du géoïde.

## Biographie
Clarke passe son enfance dans la colonie britannique de Jamaïque, puis sa famille revient en Angleterre. Le 1er octobre 1847 il s'engage dans le corps militaire des Royal Engineers. Il fait ses classes à la School of Military engineering de Chatham (Kent). En 1850 il est affecté à l'Ordnance Survey à Southampton.
De 1851 à 1854 il sert au Canada, où il épouse Frances Dixon (1853).
Clarke rejoint ensuite l’Ordnance Survey à Southampton, où il est promu directeur du service topographique en 1856. Il publie un Aperçu historique des recherches topographiques en Grande Bretagne en 1858. L'autorité de ses travaux en la matière lui vaut son élection à la Royal Society quatre ans plus tard (5 juin 1862).
C'est en 1866 qu'il propose une première alternative à l'ellipsoïde de Bessel pour le géoïde, un ellipsoïde de référence appelé « Clarke 1866 » et toujours en usage aujourd'hui, notamment dans les pays anglo-saxons. Son traité intitulé Geodesy (1880) décrit un deuxième ellipsoïde, le « Clarke 1880 », utilisé surtout pour l'Afrique.
Après 27 ans de service en Angleterre, il reçoit l'ordre formel de prendre un poste dans les colonies. Ne pouvant s'y résoudre (il a quatre garçons et neuf filles), il remet sa démission aux autorités militaires, quittant l'armée en 1881 avec le grade de colonel. Il se retire à Redhill, dans le Surrey. Quelque temps plus tard, il démissionne de la Royal Society pour des raisons pécuniaires.
En octobre 1883, Clarke et Airy représentent le Royaume-Uni à la conférence de l'Association Internationale de Géodésie à Rome, et en 1884 Clarke est délégué à la conférence internationale de Washington.
Il recevra la médaille d'or de la Royal Society et sera réélu membre et dispensé de cotisation.